# Io no (Vasco Rossi)
Io no.... è un singolo di Vasco Rossi uscito nell'estate del 1998, primo singolo proveniente dall'album Canzoni per me il 27 gennaio 1998; è stato pubblicato su 45 giri, inciso solo su un lato, con una foto in bianco e nero di Vasco Rossi in copertina.
Con questo brano Vasco Rossi vinse il Festivalbar per la seconda volta in carriera.

## Video musicale
Il videoclip della canzone è stato girato per gran parte a Londra, diverse scene sono state girate al Centergross di Bologna  e riprende il cantante in primo piano mentre pedina una sua ex, guidando un'automobile per le strade della città e intanto osserva altre coppie che cantano le parole del ritornello.